# Pere Armengou
Pere Armengou i Torra (Manresa (Barcelona)  1905 - Manresa (Barcelona) 17 de diciembre de 1990) fue un arquitecto catalán.
Hizo los estudios primarios en los Hermanos de las Escuelas Cristianas de Manresa. En 1922 comenzó los estudios de Arquitectura en Barcelona y los terminó en 1932. Entró en contacto con la vanguardia cultural de los años veinte, a través de la Escuela de Arquitectura de Barcelona y el Círculo Artístico Sant Lluc. De estudiante trabajó en el taller del arquitecto Francesc Folguera. Fue socio fundador del GATCPAC. Junto con el arquitecto Francesc Perales fue autor de un proyecto de club de deportes, que figuró en la famosa exposición de ese grupo en la Sala Dalmau.
Fue el arquitecto municipal de Manresa de 1932 al 1934. Firmó el Plan de Ensanche de Manresa en 1933, redactado anteriormente por los arquitectos Josep Firmat y Ferran Tarragó. Proyectó un cuartel para la Guardia Civil, la piscina municipal de Manresa, el cubrimiento del torrente de San Ignacio y una escuela en el Bosquet de Sant Fruitós. Sin embargo, su obra más significativa es el Grupo Escolar Renaixença, que fue inaugurado por el presidente Lluís Companys en septiembre de 1934, muestra de arquitectura racionalista. Su formación inicial dentro del funcionalismo se adivina en toda su obra, que tras la guerra civil de 1936-39 fue variada y difusa, y se desarrolló principalmente en Barcelona, en Manresa y comarca, y Sitges.
Durante la  Guerra Civil contribuyó a salvar la basílica de la Seu de Manresa, que estaba amenazada de derribo por los elementos más extremistas de izquierda. Fue movilizado para ir al frente. Terminada la guerra, se refugió en Francia. El 1940 regresa del exilio a San Fructuoso de Bages, donde fue arquitecto municipal hasta 1980.